# Giovannello da Itala
Giovannello da Itala (1504 – 1531) est un peintre italien de l'école d'Antonello da Messina, et l'assistant de Antonello de Saliba. Il a été actif à Messine.

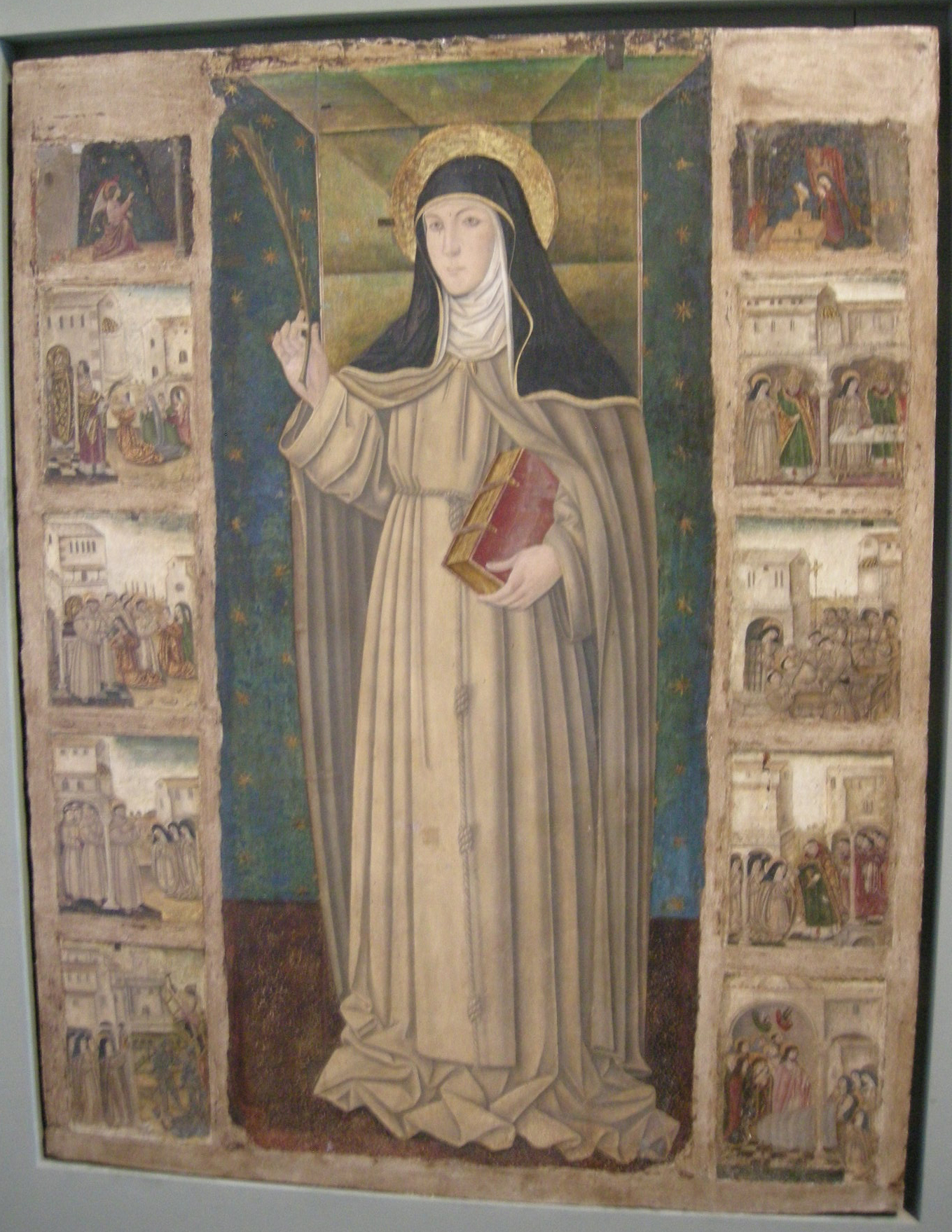
Giovannello da Itala, Scènes de la vie de sainte Claire, Museo Regionale da Messina.

## Œuvres
Parmi ses œuvres majeures on peut citer la Madonna dei Miracoli de l'église du Spirito Santo de Messine.

## Sources
- (it) Cet article est partiellement ou en totalité issu de l’article de Wikipédia en italien intitulé « Giovannello da Itala » (voir la liste des auteurs).
- (it) Felice Dell'Utri, Cento pittori siciliani del passata, inediti o poco conosciuti, Lussografica-Caltanissetta, 2009.